# 陇蜀杜鹃
陇蜀杜鹃（学名：Rhododendron przewalskii subsp. przewalskii）为杜鹃花科杜鹃花属下的一个亚种。